# 伯爾察齊鄉
47°13′N 27°09′E / 47.217°N 27.150°E
伯爾察齊鄉（羅馬尼亞語：Comuna Bălțați, Iași），是羅馬尼亞的鄉份，位於該國東北部，由雅西縣負責管轄，面積45平方公里，海拔高度110米，2007年人口5,220，人口密度每平方公里116人。